# Echimys chrysurus
Echimys chrysurus és una espècie de mamífer rosegador de la família de les rates espinoses. Viu al Brasil, la Guaiana Francesa, Guyana i Surinam. Es tracta d'un animal arborícola de costums nocturns. El seu hàbitat natural són els boscos primaris. Es creu que no hi ha cap amenaça per a la supervivència d'aquesta espècie, tot i que està afectada per la desforestació.